# Joe Pesci
Joseph Frank Pesci (Newark, New Jersey, 1943. február 9. –) Oscar- és BAFTA-díjas olasz származású amerikai színész, humorista, énekes és zenész.  
Általában erőszakos gengsztereket játszott, de zsörtölődő vagy szeretetreméltó személyként is láthatták a nézők. Pesci gyakran dolgozik együtt Martin Scorsese rendezővel és Robert De Niro színésszel. Olyan mozifilmekben szerepelt, mint a Dühöngő bika (1980), a Halálos fegyver-filmek (1989–1998), a Nagymenők (1990), a Reszkessetek, betörők! (1990), a Vinny, az 1ügyű (1992), a JFK – A nyitott dosszié (1991), a Casino (1995) és Az ír (2019).
1991-ben a Nagymenők című filmjével, Tommy DeVito gengszter megformálásáért Oscar-díjat kapott, mint legjobb férfi mellékszereplő. A díjra hasonló kategóriában a Dühöngő bika és Az ír című filmekkel is jelölték. Bár 1999-ben bejelentette visszavonulását a színészkedéstől, azóta három filmben is feltűnt.
Zenészként három stúdióalbuma jelent meg: Little Joe Sure Can Sing! (1968), Vincent LaGuardia Gambini Sings Just for You (1998) és Pesci... Still Singing (2019).

## Élete
Joe Pesci olasz származású, a New Jersey állambeli, Newarkban született 1943. február 9-én. Anyja, Mary részmunkaidőben borbély volt, apja, Angelo Pesci csaposként és a General Motorsnál targoncavezetőként dolgozott. Mire Pesci ötéves lett, már New York-i színdarabokban jelent meg, tízévesen pedig rendszeres szereplője volt a Star Time Kids sorozatnak. Az 1960-as években anyja nyomdokaiba lépve ő is borbélyként dolgozott, közben zenészkedett és egy rövid jelenet erejéig szerepelt táncosként a Hey, Let's Twist (1961) című filmmusicalben.

## Pályafutása
A Hey, Let's Twist után nem gondolt a színészetre egészen 1976-ig, mígnem Ralph De Vito főszereplőt keresett a The Death Collector (1976) című elsőfilmes rendezésébe. Pesci elment a meghallgatásra és meg is kapta a maffiaszerepet. Az áttörést Martin Scorsese Dühöngő bika (1980) című filmje hozta meg, melyben Jake LaMotta bokszoló (Robert De Niro) öccsét, Joey LaMottát játszotta. A film nagy siker lett: a rendező és a főszereplő mellett Pescit is jelölték Oscar-díjra. A díjat végül csak Robert De Niro kapta meg, Pesci több kritikusi díjat és BAFTA-díjat kapott alakításáért, ráadásul nagyon jó barátok lettek De Niróval.
A film sikerét követően kevésbé fontos szerepei voltak: Heuréka (1983), Örökkön örökség (1983), Testőr kereszttűzben (1987) és A holdjáró – Moonwalker (1988), utóbbiban Michael Jacksonnal közösen. 1989-ben aztán szerepet kapott a Halálos fegyver 1989-es folytatásában Mel Gibson és Danny Glover mellett, mellyel ismét a figyelem középpontjába került.
1990-ben jött el élete legnagyobb szerepe, ismét Scorsese-vel és De Niróval: a Nagymenők című gengszterfilm. Olyan lehengerlően alakította Tommy Devito maffiózót, hogy megkapta az Oscar-díjat a legjobb férfi mellékszereplő kategóriában. Még ugyanebben az évben játszott a Reszkessetek, betörők! című családi filmvígjátékban, mellyel ugyancsak kivívta a kritikusok elismerését. Ezután olyan filmekben alakíthatott fontosabb szerepeket, mint A háziúr (1991) című filmvígjáték, Oliver Stone JFK – A nyitott dosszié (1991) című rendezése, a Vinny, az 1ügyű (1992), a Halálos fegyver 3. (1992) és a Reszkessetek, betörők! 2. – Elveszve New Yorkban (1992).
1993-ban Robert De Niro Bronxi mese című rendezésében is volt egy rövid jelenete. Már az ötödik filmjüket csinálták együtt, mikor szerepeltek az 1995-ös Casino (1995) című bűnügyi filmben. 1998-ban a negyedik résszel lezárták a Halálos fegyver sorozatot és Joe Pesci azt mondta, befejezi színészi karrierjét.
Nyolc évvel később Robert De Niro kedvéért újra a kamera elé állt Az ügynökség (2006) című kémfilmben. 2009-ben ismét mellékszerepben láthatták a nézők Helen Mirrennel az Országúti bordély (2009) című drámában. Az ír című filmje 2019-ben jelent meg, mellyel ismét Oscar-díjra jelölték.

## Magánélete
1988-ban vette el Claudia Haro-t (akinek első házasságából van egy lánya, Tiffany), de 1992-ben elváltak. 2008-ban az akkor 38 éves modellel, Angie Everharttal volt együtt, de őt sosem jegyezte el.

## Filmográfia

### Film
| Év   | Magyar cím                                                           | Eredeti cím                    | Szerep                  | Magyar hang      | Rendező              |
| ---- | -------------------------------------------------------------------- | ------------------------------ | ----------------------- | ---------------- | -------------------- |
| 1961 |                                                                      | Hey, Let's Twist!              | táncos                  |                  | Greg Garrison        |
| 1976 |                                                                      | The Death Collector            | Joe                     |                  | Ralph De Vito        |
| 1980 | Dühöngő bika                                                         | Raging Bull                    | Joey LaMotta            | Szombathy Gyula  | Martin Scorsese (1.) |
| 1980 | Dühöngő bika                                                         | Raging Bull                    | Joey LaMotta            | Józsa Imre       | Martin Scorsese (1.) |
| 1982 |                                                                      | I'm Dancing as Fast as I Can   | Roger                   |                  | Jack Hofsiss         |
| 1982 |                                                                      | Dear Mr. Wonderful             | Ruby Dennis             |                  | Peter Lilienthal     |
| 1983 | Heuréka                                                              | Eureka                         | Mayakofsky              | Szombathy Gyula  | Nicolas Roeg         |
| 1983 | Örökkön örökség                                                      | Easy Money                     | Nicky Cerone            | Józsa Imre       | James Signorelli     |
| 1983 | Örökkön örökség                                                      | Easy Money                     | Nicky Cerone            | Kapácsy Miklós   | James Signorelli     |
| 1984 | Volt egyszer egy Amerika                                             | Once Upon a Time in America    | Frankie Minoldi         | Harsányi Gábor   | Sergio Leone         |
| 1984 |                                                                      | Tutti dentro                   | Corrado Parrisi         |                  | Alberto Sordi        |
| 1987 | Testőr kereszttűzben                                                 | Man on Fire                    | David Coolidge          |                  | Élie Chouraqui       |
| 1988 | A holdjáró – Moonwalker                                              | Moonwalker                     | Mr. Big                 |                  | Jerry Kramer         |
| 1988 | A holdjáró – Moonwalker                                              | Moonwalker                     | Mr. Big                 | Colin Chilvers   |                      |
| 1989 | Halálos fegyver 2.                                                   | Lethal Weapon 2.               | Leo Getz                | Kautzky József   | Richard Donner (1.)  |
| 1989 | Halálos fegyver 2.                                                   | Lethal Weapon 2.               | Leo Getz                | Reviczky Gábor   | Richard Donner (1.)  |
| 1990 | Csapdában                                                            | Catchfire                      | Leo Carelli (cameo)     | Kocsis György    | Dennis Hopper        |
| 1990 | Savanyú a szülő                                                      | Betsy's Wedding                | Oscar Henner            | Kránitz Lajos    | Alan Alda            |
| 1990 | Nagymenők                                                            | Goodfellas                     | Tommy DeVito            | Görög László     | Martin Scorsese (2.) |
| 1990 | Nagymenők                                                            | Goodfellas                     | Tommy DeVito            | Szerednyey Béla  | Martin Scorsese (2.) |
| 1990 | Nagymenők                                                            | Goodfellas                     | Tommy DeVito            | Maros Gábor      | Martin Scorsese (2.) |
| 1990 | Nagymenők                                                            | Goodfellas                     | Tommy DeVito            | Józsa Imre       | Martin Scorsese (2.) |
| 1990 | Nagymenők                                                            | Goodfellas                     | Tommy DeVito            | Háda János       | Martin Scorsese (2.) |
| 1990 | Reszkessetek, betörők!                                               | Home Alone                     | Harry Lime              | Balázs Péter     | Chris Columbus (1.)  |
| 1991 | A háziúr                                                             | The Super                      | Louie Kritski           | Cs. Németh Lajos | Rod Daniel           |
| 1991 | JFK – A nyitott dosszié                                              | JFK                            | David Ferrie            | Maros Gábor      | Oliver Stone         |
| 1992 | Vinny, az 1ügyű                                                      | My Cousin Vinny                | Vincent 'Vinny' Gambini | Reviczky Gábor   | Jonathan Lynn        |
| 1992 | Halálos fegyver 3.                                                   | Lethal Weapon 3.               | Leo Getz                | Reviczky Gábor   | Richard Donner (2.)  |
| 1992 | Gyilkosság villanófényben                                            | The Public Eye                 | Leon Bernstein          | Usztics Mátyás   | Howard Franklin      |
| 1992 | Reszkessetek, betörők! 2. – Elveszve New Yorkban                     | Home Alone 2: Lost in New York | Harry Lime              | Balázs Péter     | Chris Columbus (2.)  |
| 1993 | Bronxi mese                                                          | A Bronx Tale                   | Carmine                 | Konrád Antal     | Robert De Niro (1.)  |
| 1994 | Jimmy Hollywood                                                      | Jimmy Hollywood                | Jimmy Alto              | Sörös Sándor     | Barry Levinson       |
| 1994 | Tanulj, tinó!                                                        | With Honors                    | Simon Wilder            | Reviczky Gábor   | Alek Keshishian      |
| 1995 | Casino                                                               | Casino                         | Nicky Santoro           | Harsányi Gábor   | Martin Scorsese (3.) |
| 1995 | Casino                                                               | Casino                         | Nicky Santoro           | Maros Gábor      | Martin Scorsese (3.) |
| 1995 | Casino                                                               | Casino                         | Nicky Santoro           | Józsa Imre       | Martin Scorsese (3.) |
| 1997 | Kobakkeringő, avagy 8 fej egy sportszatyorban (Micsoda fejetlenség!) | 8 Heads in a Duffel Bag        | Tommy Spinelli          | Forgács Gábor    | Tom Schulman         |
| 1997 | Csalimadarak                                                         | Gone' Fishin                   | Joe Waters              | Józsa Imre       | Christopher Cain     |
| 1998 | Halálos fegyver 4.                                                   | Lethal Weapon 4.               | Leo Getz                | Reviczky Gábor   | Richard Donner (3.)  |
| 2006 | Az ügynökség                                                         | The Good Shepherd              | Joseph Palmi (cameo)    | Harsányi Gábor   | Robert De Niro (2.)  |
| 2006 | Az ügynökség                                                         | The Good Shepherd              | Joseph Palmi (cameo)    | Kapácsy Miklós   | Robert De Niro (2.)  |
| 2010 | Országúti bordély                                                    | Love Ranch                     | Charlie Botempo         | Reviczky Gábor   | Taylor Hackford      |
| 2015 | Száva – A szív harcosa                                               | Savva. Serdtse voina           | Komar (angol hangja)    |                  | Maxim Fadeev         |
| 2019 | Az ír                                                                | The Irishman                   | Russell Bufalino        | Harsányi Gábor   | Martin Scorsese (4.) |
| 2023 |                                                                      | Day of the Fight               | Mike apja               |                  | Jack Huston          |

### Televízió
| Év   | Cím                                      | Szerep             | Megjegyzések |
| ---- | ---------------------------------------- | ------------------ | ------------ |
| 1985 | Half Nelson                              | Rocky Nelson       | 8 epizód     |
| 1989 | The Legendary Life of Ernest Hemingway   | John Dos Passos    | tévéfilm     |
| 1992 | Mesék a kriptából (Tales from the Crypt) | Vic / Jack         | 1 epizód     |
| 1992 | Saturday Night Live                      | önmaga (házigazda) | 1 epizód     |
| 2023 | Bupkis                                   | Joe Larocca        | főszereplő   |

## Fontosabb díjak és jelölések
| Díj                              | Év   | Kategória                                                  | Jelölt mű          | Eredmény |
| -------------------------------- | ---- | ---------------------------------------------------------- | ------------------ | -------- |
| Oscar-díj                        | 1981 | legjobb férfi mellékszereplő                               | Dühöngő bika       | Jelölve  |
| Oscar-díj                        | 1991 | legjobb férfi mellékszereplő                               | Nagymenők          | Elnyerte |
| Oscar-díj                        | 2020 | legjobb férfi mellékszereplő                               | Az ír              | Jelölve  |
| BAFTA-díj                        | 1982 | legígéretesebb elsőfilmes főszereplő                       | Dühöngő bika       | Elnyerte |
| BAFTA-díj                        | 2020 | legjobb férfi mellékszereplő                               | Az ír              | Jelölve  |
| Golden Globe-díj                 | 1981 | legjobb férfi mellékszereplő                               | Dühöngő bika       | Jelölve  |
| Golden Globe-díj                 | 1991 | legjobb férfi mellékszereplő                               | Nagymenők          | Jelölve  |
| Golden Globe-díj                 | 2020 | legjobb férfi mellékszereplő                               | Az ír              | Jelölve  |
| Screen Actors Guild-díj          | 2020 | legjobb férfi mellékszereplő                               | Az ír              | Jelölve  |
| Screen Actors Guild-díj          | 2020 | legjobb szereplőgárda (mozifilm)                           | Az ír              | Jelölve  |
| Berlini Nemzetközi Filmfesztivál | 2007 | Ezüst Medve-díj – legjobb művészi hozzájárulás (megosztva) | Az ügynökség       | Elnyerte |
| MTV Movie & TV Awards            | 1993 | legjobb komikus színész                                    | Vinny, az 1ügyű    | Jelölve  |
| MTV Movie & TV Awards            | 1996 | legjobb negatív szereplő                                   | Casino             | Jelölve  |
| Arany Málna díj                  | 1998 | legrosszabb férfi mellékszereplő                           | Halálos fegyver 4. | Jelölve  |

## Fordítás
- Ez a szócikk részben vagy egészben  a   Joe Pesci című angol Wikipédia-szócikk fordításán alapul.  Az eredeti cikk szerkesztőit annak laptörténete sorolja fel. Ez a jelzés csupán a megfogalmazás eredetét és a szerzői jogokat jelzi, nem szolgál a cikkben szereplő információk forrásmegjelöléseként.